# Cruzeiro do Sul (Paraná)
Cruzeiro do Sul est une municipalité brésilienne de la microrégion de Paranavaí dans l'État du Paraná.